# 大蜘蛛

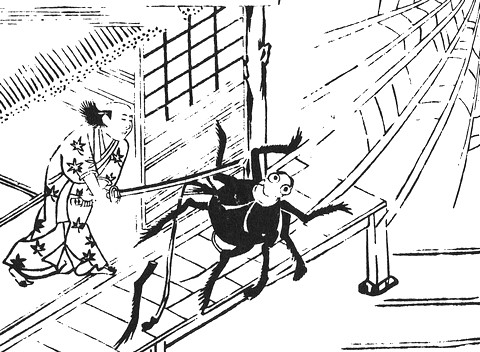
『曽呂利物語』より「足高蜘の変化の事」

大蜘蛛（おおぐも）は、日本の怪談、随筆、民俗資料などにある巨大なクモの怪異。『狗張子』『諸皐記』『耳嚢』『宿直草』などの古書に記述があり、『土蜘蛛草子』『平家物語』では山蜘蛛として知られる。

## 伝説
寛文時代の奇談集『曽呂利物語』には「足高蜘の変化の事」と題し、ある山野に住む男のもとに夜、大蜘蛛が60歳ほどの老婆に化け、髪を振り乱して襲いかかり、男に刀で足を斬り落とされたという話がある。
『狗張子』によれば、京都五条烏丸で、ある山伏が大善院という寺に泊まったところ、夜更けに激しい音とともに、天井から毛むくじゃらの手がのびて山伏の顔をなでたので、刀で斬り落としたところ、翌朝には仏壇のそばに2尺8寸（約84センチメートル）の大蜘蛛の死骸があったという。
天保時代の『信濃奇勝録』には、大蜘蛛が人間の生気を吸って病気にさせたという話がある。信濃国（現・長野県）下水内郡飯山に、母子2人暮しの農家があったが、息子が病気になって「クモが来る、クモが来る」と言って苦しむようになった。母親はクモを殺そうとしたものの、クモは病人にしか見えないらしく、祈祷にすがっても効果はなかった。その内に息子を想う母の念の力か、次第に母にもクモが見えるようになり、寝床にいるクモを押さえつけたが、逆にクモの糸に捕えられてしまった。母の苦しむ声を耳にした近隣の人々が駆けつけ、クモを殺して母を救い出すと、それは見たこともない巨大なクモだった。息子は一命をとりとめたものの、血を吸われた上に体のあちこちの皮が剥げ、しばらくは杖無しでは歩けないほどだったという。
これらのようなクモの怪異の伝承は、歳を経たクモが怪しい能力を持つという俗信から生まれたものとも考えられている。